# Campeonato Femenino Sub-17 de la Concacaf de 2022
El Campeonato Femenino Sub-17 de la Concacaf de 2022 fue la VII edición del torneo. Es el campeonato internacional bienal de fútbol juvenil organizado por Concacaf para los equipos nacionales sub-17 femeninos de la región de Norte, Centroamérica y el Caribe.
El torneo final se amplió de 8 a 20 equipos, utilizando el mismo formato que el Campeonato Sub-17 de la Concacaf de 2019. Los tres mejores equipos del torneo se clasificaron para la Copa Mundial Femenina de Fútbol Sub-17 de 2022 en India (originalmente en 2020 pero pospuesta debido a la pandemia de COVID-19) como representantes de CONCACAF; sin embargo, la FIFA anunció el 17 de noviembre de 2020 que esta edición de la Copa del Mundo sería cancelada. Luego de este anuncio, CONCACAF decidió el mismo día que el Campeonato Femenino Sub-17 de CONCACAF 2020, que sirvió como clasificatorio regional, sería cancelado.

## Clasificación
El formato de clasificación ha cambiado desde la edición de 2018, y los equipos ya no se dividen en zonas regionales. Los 41 equipos de CONCACAF se clasificaron según la Clasificación de Selecciones Femeninas Sub-17 de la CONCACAF publicado el 1 de julio de 2019. Finalmente, un total de 26 equipos ingresaron al torneo. Los 16 participantes mejor clasificados quedaron exentos de la calificación y avanzaron directamente a la fase de grupos del torneo final, mientras que los siguientes 10 equipos clasificados participarán de la fase preliminar, donde los tres ganadores de cada grupo, y el mejor segundo lugar avanzaron a los octavos de final.

### Clasificación de la CONCACAF
| Clas. | Selección            |
| ----- | -------------------- |
| 1     | México               |
| 2     | Canadá               |
| 3     | Estados Unidos       |
| 4     | Haití                |
| 5     | Costa Rica           |
| 6     | Jamaica              |
| 7     | Trinidad y Tobago    |
| 8     | Guatemala            |
| 9     | Puerto Rico          |
| 10    | Bermudas             |
| 11    | El Salvador          |
| 12    | Panamá               |
| 13    | República Dominicana |
| 14    | Cuba                 |
| 15    | Granada              |
| 16    | Nicaragua            |

| Clas. | Selección                      |
| ----- | ------------------------------ |
| 18    | Honduras                       |
| 19    | Barbados                       |
| 21    | San Cristóbal y Nieves         |
| 23    | Curazao                        |
| 26    | Islas Vírgenes Estadounidenses |
| 27    | Anguila                        |
| 28    | Guyana                         |
| 29    | Belice                         |
| 30    | Surinam                        |
| 41    | Islas Turcas y Caicos          |

| Clas. | Selección                    |
| ----- | ---------------------------- |
| 17    | Bahamas                      |
| 20    | Antigua y Barbuda            |
| 22    | Santa Lucía                  |
| 24    | Dominica                     |
| 25    | Islas Caimán                 |
| 31    | Aruba                        |
| 32    | San Vicente y las Granadinas |
| 33    | Islas Vírgenes Británicas    |
| 34    | Bonaire                      |
| 35    | Guayana Francesa             |
| 36    | Guadalupe                    |
| 37    | Martinica                    |
| 38    | Montserrat                   |
| 39    | Sint Maarten                 |
| 40    | Saint-Martin                 |

Ranking femenino Sub-17 de la Concacaf

## Fase preliminar

### Sorteo preliminar
Originalemente los 16 equipos fueron sorteados en 4 grupos de 4 equipos, y debido a las restricciones por Covid-19, 6 equipos se retiraron antes de iniciar la competencia. Los grupos fueron redistribuidos a dos grupos de tres y un grupo de cuatro basados en la Clasificación Femenina Sub-17 de la Concacaf, los 16 equipos iniciales se distribuyeron en cuatro bombos, de la siguiente manera:
| Bombo 1                                                    | Bombo 2                                   | Bombo 3                                              | Bombo 4                                                              |
| ---------------------------------------------------------- | ----------------------------------------- | ---------------------------------------------------- | -------------------------------------------------------------------- |
| Honduras Barbados Antigua y Barbuda San Cristóbal y Nieves | Santa Lucía Curazao Dominica Islas Caimán | Islas Vírgenes Estadounidenses Anguila Guyana Belice | Surinam San Vicente y las Granadinas Guadalupe Islas Turcas y Caicos |

- No se jugará el Grupo D, debido al retiro de 3 de los 4 equipos de ese grupo antes de iniciar la fase preliminar. Guyana, originalmente sorteada en el Grupo D, será incluida en Grupo C.
- Todos los partidos de la fase preliminar se jugaron en Bradenton, Estados Unidos.

### Grupo A
| Equipo                         | Pts | PJ | PG | PE | PP | GF | GC | Dif | Clasificación         |
| ------------------------------ | --- | -- | -- | -- | -- | -- | -- | --- | --------------------- |
| San Cristóbal y Nieves         | 6   | 2  | 2  | 0  | 0  | 6  | 1  | +5  | Fase de eliminatorias |
| Surinam                        | 3   | 2  | 1  | 0  | 1  | 3  | 3  | 0   |                       |
| Islas Vírgenes Estadounidenses | 0   | 2  | 0  | 0  | 2  | 2  | 7  | -5  |                       |

| 20 de octubre de 2021 | San Cristóbal y Nieves                                | 4:1 (2:0) | Islas Vírgenes Estadounidenses | IMG Academy, Bradenton       |                              |
| 11:00 (UTC-5)         | - Blake 15' - Gumbs 25' - Nisbett 77' - Claxton 90+4' | Reporte   | - Rouse 56' (a.g.)             | Árbitro(s): Saphire Stockman | Árbitro(s): Saphire Stockman |

| 22 de octubre de 2021 | Surinam | 0:2 (0:1) | San Cristóbal y Nieves    | IMG Academy, Bradenton     |                            |
| 11:00 (UTC-5)         |         | Reporte   | - Claxton 19' - Mills 67' | Árbitro(s): Alyssa Nichols | Árbitro(s): Alyssa Nichols |

| 24 de octubre de 2021 | Islas Vírgenes Estadounidenses | 1:3 (1:0) | Surinam                                             | IMG Academy, Bradenton     |                            |
| 11:00 (UTC-5)         | - Williams 21'                 | Reporte   | - Loe-A-Foe 55' - Felter 86' - Gallant 90+2' (pen.) | Árbitro(s): Karitza Guerra | Árbitro(s): Karitza Guerra |

### Grupo B
| Equipo   | Pts | PJ | PG | PE | PP | GF | GC | Dif | Clasificación         |
| -------- | --- | -- | -- | -- | -- | -- | -- | --- | --------------------- |
| Curazao  | 6   | 2  | 2  | 0  | 0  | 5  | 1  | +4  | Fase de eliminatorias |
| Belice   | 3   | 2  | 1  | 0  | 1  | 3  | 4  | -1  |                       |
| Barbados | 0   | 2  | 0  | 0  | 2  | 1  | 4  | -3  |                       |

| 20 de octubre de 2021 | Curazao                              | 3:1 (2:0) | Belice          | IMG Academy, Bradenton    |                           |
| 11:10 (UTC-5)         | - Uraine 44', 90+2' - Thielman 45+2' | Reporte   | - Velasquez 52' | Árbitro(s): Lizzet García | Árbitro(s): Lizzet García |

| 22 de octubre de 2021 | Belice                        | 2:1 (0:1) | Barbados    | IMG Academy, Bradenton        |                               |
| 11:10 (UTC-5)         | - Velasquez 86' (pen.), 90+5' | Reporte   | - Rouse 42' | Árbitro(s): Shandor Wilkinson | Árbitro(s): Shandor Wilkinson |

| 24 de octubre de 2021 | Barbados | 0:2 (0:1) | Curazao                  | IMG Academy, Bradenton     |                            |
| 11:10 (UTC-5)         |          | Reporte   | - Seip 9' - Keller 90+3' | Árbitro(s): Crystal Sobers | Árbitro(s): Crystal Sobers |

### Grupo C
| Equipo                | Pts | PJ | PG | PE | PP | GF | GC | Dif | Clasificación         |
| --------------------- | --- | -- | -- | -- | -- | -- | -- | --- | --------------------- |
| Honduras              | 9   | 3  | 3  | 0  | 0  | 25 | 0  | +25 | Fase de eliminatorias |
| Guyana                | 6   | 3  | 2  | 0  | 1  | 7  | 6  | +1  | Fase de eliminatorias |
| Islas Turcas y Caicos | 1   | 3  | 0  | 1  | 2  | 0  | 13 | -13 |                       |
| Anguila               | 1   | 3  | 0  | 1  | 2  | 0  | 13 | -13 |                       |

| 28 de octubre de 2021 | Anguila | 0:1 (0:1) | Guyana        | IMG Academy, Bradenton     |                            |
| 11:00 (UTC-5)         |         | Reporte   | - Edwards 44' | Árbitro(s): Annays Rosario | Árbitro(s): Annays Rosario |

| 28 de octubre de 2021 | Honduras                                                                | 7:0 (2:0) | Islas Turcas y Caicos | IMG Academy, Bradenton  |                         |
| 11:10 (UTC-5)         | - López 41', 60' - Arias 45+1', 48' - Henriquez 62', 77' - Cárdenas 87' | Reporte   |                       | Árbitro(s): Mirian León | Árbitro(s): Mirian León |

| 30 de octubre de 2021 | Islas Turcas y Caicos | 0:0     | Anguila | IMG Academy, Bradenton      |                             |
| 11:00 (UTC-5)         |                       | Reporte |         | Árbitro(s): Karen Hernández | Árbitro(s): Karen Hernández |

| 30 de octubre de 2021 | Guyana | 0:6 (0:3) | Honduras                                                            | IMG Academy, Bradenton     |                            |
| 11:10 (UTC-5)         |        | Reporte   | - Rodríguez 28', 90+3' (pen.) - Calix 29', 45', 48' - Henriquez 68' | Árbitro(s): Sandra Benítez | Árbitro(s): Sandra Benítez |

| 1 de noviembre de 2021 | Guyana                                                 | 6:0 (3:0) | Islas Turcas y Caicos | IMG Academy, Bradenton      |                             |
| 11:00 (UTC-5)          | - Willabus 21', 38' - Johnson 30', 82' - Trim 47', 53' | Reporte   |                       | Árbitro(s): Neressa Goldson | Árbitro(s): Neressa Goldson |

| 1 de noviembre de 2021 | Honduras | 12:0 (6:0) | Anguila | IMG Academy, Bradenton    |                           |
| 11:10 (UTC-5)          | - Meza 7' - Arias 18', 54' (pen.) - Rodríguez 21', 24', 69' - Calix 38' - Henriquez 45' - Martínez 49', 65', 78' - Cárdenas 80' | Reporte    |         | Árbitro(s): Natalie Simon | Árbitro(s): Natalie Simon |

### Mejores segundos
| Selección | Pts. | PJ | PG | PE | PP | GF | GC | Dif | PPts. |
| --------- | ---- | -- | -- | -- | -- | -- | -- | --- | ----- |
| Guyana    | 6    | 3  | 2  | 0  | 1  | 7  | 6  | +1  | 2.0   |
| Surinam   | 3    | 2  | 1  | 0  | 1  | 3  | 3  | 0   | 1.50  |
| Belice    | 3    | 2  | 1  | 0  | 1  | 3  | 4  | -1  | 1.50  |

## Fase Final • República Dominicana
Los tres mejores equipos de cada grupo avanzarán a los octavos de final, donde se unirán los cuatro equipos que avanzaron desde la fase preliminar.

### Sorteo final
El sorteo final se realizó el día 18 de noviembre de 2021 en Miami, Estados Unidos, sede de la CONCACAF. Los bombos fueron ordenados de acuerdo a la  Clasificación de Selecciones Nacionales de la CONCACAF publicada el 1 de julio de 2019.
| Bombo 1                            | Bombo 2                                        | Bombo 3                                 | Bombo 4                                     |
| ---------------------------------- | ---------------------------------------------- | --------------------------------------- | ------------------------------------------- |
| México Canadá Estados Unidos Haití | Costa Rica Jamaica Trinidad y Tobago Guatemala | Puerto Rico Bermudas El Salvador Panamá | República Dominicana Cuba Granada Nicaragua |

### Sedes
| Estadio Panamericano | Estadio Olímpico Félix Sánchez          |
| Capacidad: 2.800     | Capacidad: 27.000                       |
|                      | Archivo:EstadioOlimpicoFelixSanchez.png |

## Fase de grupos
Los partidos se muestran en hora local, AST (UTC-4)

### Grupo E
| Equipo            | Pts | PJ | PG | PE | PP | GF | GC | Dif |
| ----------------- | --- | -- | -- | -- | -- | -- | -- | --- |
| México            | 9   | 3  | 3  | 0  | 0  | 27 | 0  | +27 |
| Panamá            | 6   | 3  | 2  | 0  | 1  | 7  | 8  | -1  |
| Nicaragua         | 3   | 3  | 1  | 0  | 2  | 4  | 12 | -8  |
| Trinidad y Tobago | 0   | 3  | 0  | 0  | 3  | 1  | 19 | -18 |

| 23 de abril de 2022 | Trinidad y Tobago | 1:5 (0:3) | Panamá                                                      | Estadio Olímpico Félix Sánchez, Santo Domingo |                          |
| 16:00 (AST)         | Smith 48'         | Reporte   | - D. Rivera 21' - Hincapié 33', 41', 59' - Castrellón 90+2' | Árbitra: Myriam Marcotte                      | Árbitra: Myriam Marcotte |

| 23 de abril de 2022 | México | 10:0 (5:0) | Nicaragua | Estadio Olímpico Félix Sánchez, Santo Domingo |                           |
| 19:00 (AST)         | - Vargas 11', 28', 31' - Meza 17', 70' - M. Flores 42', 57' - T. Flores 53' - Saldívar 89' - Sirdah 90+2' | Reporte    |           | Árbitra: Saphire Stockman                     | Árbitra: Saphire Stockman |

| 25 de abril de 2022 | Nicaragua                                                                | 4:0 (3:0) | Trinidad y Tobago | Estadio Olímpico Félix Sánchez, Santo Domingo |                      |
| 16:00 (AST)         | - Ad. Munguia 3' - Manzanares 24' (pen.) - Sarantes 45+1' - Villalta 67' | Reporte   |                   | Árbitra: Merlin Soto                          | Árbitra: Merlin Soto |

| 25 de abril de 2022 | Panamá | 0:7 (0:3) | México                                                                    | Estadio Olímpico Félix Sánchez, Santo Domingo |                          |
| 19:00 (AST)         |        | Reporte   | - Sirdah 20' - Soto 23', 72' - M. Flores 31' - Vargas 66', 82' - Vega 89' | Árbitra: Suleimy Linares                      | Árbitra: Suleimy Linares |

| 27 de abril de 2022 | Panamá                      | 2:0 (1:0) | Nicaragua | Estadio Panamericano, San Cristóbal |                          |
| 19:00 (AST)         | - Castrellón 35' - King 60' | Reporte   |           | Árbitra: Neressa Goldson            | Árbitra: Neressa Goldson |

| 27 de abril de 2022 | México | 10:0 (3:0) | Trinidad y Tobago | Estadio Olímpico Félix Sánchez, Santo Domingo |                         |
| 19:00 (AST)         | - Pineda 9' - Sirdah 26' - Jiménez 44' - Vega 63' - Hudlin 64' (a.g.) - M. Flores 73', 75' - Ramírez 80', 84' - T. Flores 88' | Reporte    |                   | Árbitra: Alyssa Nichols                       | Árbitra: Alyssa Nichols |

### Grupo F
| Equipo               | Pts | PJ | PG | PE | PP | GF | GC | Dif |
| -------------------- | --- | -- | -- | -- | -- | -- | -- | --- |
| Canadá               | 7   | 3  | 2  | 1  | 0  | 16 | 1  | +15 |
| Jamaica              | 7   | 3  | 2  | 1  | 0  | 11 | 2  | +9  |
| República Dominicana | 3   | 3  | 1  | 0  | 2  | 6  | 13 | -7  |
| Bermudas             | 0   | 3  | 0  | 0  | 3  | 0  | 17 | -17 |

| 24 de abril de 2022 | Jamaica                                                                                          | 7:0 (3:0) | Bermudas | Estadio Olímpico Félix Sánchez, Santo Domingo |                           |
| 16:00 (AST)         | - Raghunandanan 8', 65' - Av. Johnson 12' - Seaton 16' - Nelson 47' - Buckley 78' - Atkinson 83' | Reporte   |          | Árbitra: Mayary Cartagena                     | Árbitra: Mayary Cartagena |

| 24 de abril de 2022 | Canadá                                                                                                   | 10:0 (3:0) | República Dominicana | Estadio Olímpico Félix Sánchez, Santo Domingo |                       |
| 19:00 (AST)         | - Adames 25' (a.g.) - Maalouf 39' (pen.), 43', 46', 57' - Watson 67', 69' - Allen 85', 89' - Hauer 90+4' | Reporte    |                      | Árbitra: Cecile Hinds                         | Árbitra: Cecile Hinds |

| 26 de abril de 2022 | Bermudas | 0:5 (0:3) | Canadá                                                     | Estadio Olímpico Félix Sánchez, Santo Domingo |                           |
| 16:00 (AST)         |          | Reporte   | - Logan 15' - Bordeleau 39' - Hauer 43' - Maalouf 70', 86' | Árbitra: Mayary Cartagena                     | Árbitra: Mayary Cartagena |

| 26 de abril de 2022 | República Dominicana | 1:3 (1:1) | Jamaica                                    | Estadio Olímpico Félix Sánchez, Santo Domingo |                         |
| 19:00 (AST)         | Torreira 3'          | Reporte   | - Seaton 30' - Wilson 70' - Atkinson 90+1' | Árbitra: Sandra Benítez                       | Árbitra: Sandra Benítez |

| 28 de abril de 2022 | Canadá     | 1:1 (0:1) | Jamaica      | Estadio Panamericano, San Cristóbal |                           |
| 19:00 (AST)         | Watson 50' | Reporte   | Atkinson 38' | Árbitra: Saphire Stockman           | Árbitra: Saphire Stockman |

| 28 de abril de 2022 | Bermudas | 0:5 (0:2) | República Dominicana                                | Estadio Olímpico Félix Sánchez, Santo Domingo |                             |
| 19:00 (AST)         |          | Reporte   | - Jiménez 3', 52' - Mercedes 10', 87' - A. Díaz 61' | Árbitra: Smeedly Saint-Jean                   | Árbitra: Smeedly Saint-Jean |

### Grupo G
| Equipo         | Pts | PJ | PG | PE | PP | GF | GC | Dif |
| -------------- | --- | -- | -- | -- | -- | -- | -- | --- |
| Estados Unidos | 9   | 3  | 3  | 0  | 0  | 38 | 0  | +38 |
| Costa Rica     | 6   | 3  | 2  | 0  | 1  | 13 | 7  | +6  |
| Puerto Rico    | 3   | 3  | 1  | 0  | 2  | 5  | 17 | -12 |
| Granada        | 0   | 3  | 0  | 0  | 3  | 1  | 33 | -32 |

| 23 de abril de 2022 | Estados Unidos | 20:0 (9:0) | Granada | Estadio Panamericano, San Cristóbal |                             |
| 16:00 (AST)         | - Rebimbas 9', 36', 55' - Harvey 12', 26', 30', 59' - Oliaro 16', 61' - Kohler 21', 48', 50', 90+3' - Kiorpes 34' - Williams 43' (a.g.) - Roller 64' - Hutton 72', 90+1' - Martinho 76' - Villarreal 81' | Reporte    |         | Árbitra: Smeedly Saint-Jean         | Árbitra: Smeedly Saint-Jean |

| 23 de abril de 2022 | Costa Rica                                                      | 4:1 (2:1) | Puerto Rico  | Estadio Panamericano, San Cristóbal |                          |
| 19:00 (AST)         | - Scott 25' - L. González 29' - Briceño 58' - Rivera 80' (pen.) | Reporte   | Martinez 35' | Árbitra: Neressa Goldson            | Árbitra: Neressa Goldson |

| 25 de abril de 2022 | Puerto Rico | 0:13 (0:5) | Estados Unidos | Estadio Panamericano, San Cristóbal |                          |
| 16:00 (AST)         |             | Reporte    | - Martinho 6' - Villarreal 11', 39', 57', 60', 61' - Suarez 21', 67' - Hutton 34', 51', 65' - Kiorpes 69' - Fraser 84' | Árbitra: Karen Hernández            | Árbitra: Karen Hernández |

| 25 de abril de 2022 | Granada       | 1:9 (1:3) | Costa Rica | Estadio Panamericano, San Cristóbal |                          |
| 19:00 (AST)         | Fullerton 21' | Reporte   | - Solano 24', 37' - Lobo 27' - Jiménez 49' - T. Fonseca 58', 61' - A. González 74' (pen.) - Ramírez 78', 90+2' | Árbitra: Miranda Cibeles            | Árbitra: Miranda Cibeles |

| 27 de abril de 2022 | Puerto Rico                                                    | 4:0 (1:0) | Granada | Estadio Panamericano, San Cristóbal |                          |
| 16:00 (AST)         | - McIntosh 9' (a.g.) - Krakower 75' (pen.), 81' - Rivera 90+2' | Reporte   |         | Árbitra: Itzel Hernández            | Árbitra: Itzel Hernández |

| 27 de abril de 2022 | Estados Unidos                                                                | 5:0 (2:0) | Costa Rica | Estadio Olímpico Félix Sánchez, Santo Domingo |                          |
| 16:00 (AST)         | - Villarreal 4' - Kohler 45+1' - Jackson 58' (pen.) - Gamero 61' - Hutton 90' | Reporte   |            | Árbitra: Myriam Marcotte                      | Árbitra: Myriam Marcotte |

### Grupo H
| Equipo      | Pts | PJ | PG | PE | PP | GF | GC | Dif |
| ----------- | --- | -- | -- | -- | -- | -- | -- | --- |
| El Salvador | 9   | 3  | 3  | 0  | 0  | 11 | 0  | +11 |
| Haití       | 6   | 3  | 2  | 0  | 1  | 5  | 3  | +2  |
| Cuba        | 3   | 3  | 1  | 0  | 2  | 2  | 5  | -3  |
| Guatemala   | 0   | 3  | 0  | 0  | 3  | 1  | 11 | -10 |

| 24 de abril de 2022 | Guatemala | 0:6 (0:3) | El Salvador                                                    | Estadio Panamericano, San Cristóbal |                          |
| 16:00 (AST)         |           | Reporte   | - Ramirez 7' - Medina 38', 58' - Ayala 7' - Velásquez 85', 89' | Árbitra: Danielle Chesky            | Árbitra: Danielle Chesky |

| 24 de abril de 2022 | Haití                        | 2:0 (2:0) | Cuba | Estadio Panamericano, San Cristóbal |                        |
| 19:00 (AST)         | - Caramus 34' - Cyriaque 43' | Reporte   |      | Árbitra: Lizzet García              | Árbitra: Lizzet García |

| 26 de abril de 2022 | Cuba                                  | 2:0 (1:0) | Guatemala | Estadio Panamericano, San Cristóbal |                         |
| 16:00 (AST)         | - Montalvo 45+1' - Ledesma 47' (pen.) | Reporte   |           | Árbitra: Karitza Guerra             | Árbitra: Karitza Guerra |

| 26 de abril de 2022 | El Salvador                | 2:0 (1:0) | Haití | Estadio Panamericano, San Cristóbal |                         |
| 19:00 (AST)         | - Berger 27' - Arevalo 59' | Reporte   |       | Árbitra: Annays Rosario             | Árbitra: Annays Rosario |

| 28 de abril de 2022 | El Salvador                             | 3:0 (1:0) | Cuba | Estadio Panamericano, San Cristóbal |                       |
| 16:00 (AST)         | - Sánchez 41' - Ayala 53' - Arevalo 58' | Reporte   |      | Árbitra: Cecile Hinds               | Árbitra: Cecile Hinds |

| 28 de abril de 2022 | Haití                                     | 3:1 (1:0) | Guatemala   | Estadio Olímpico Félix Sánchez, Santo Domingo |                          |
| 16:00 (AST)         | - Houanche 3' - Joseph 70' - Cyriaque 82' | Reporte   | Perla 90+5' | Árbitra: Karen Hernández                      | Árbitra: Karen Hernández |

## Fase de eliminatorias
Participarán los 3 mejores de cada grupo y los 4 equipos clasificados desde la fase preliminar (San Cristóbal y Nieves, Curazao, Honduras y Guyana).

### Cuadro de desarrollo
|  | Octavos de Final       | Octavos de Final     |                |    | Cuartos de Final | Cuartos de Final |  |  | Semifinales | Semifinales |  |  | Final | Final |
|  |                        |                      |                |    |                  |                  |  |  |             |             |  |  |       |       |
|  |                        |                      |                |    |                  |                  |  |  |             |             |  |  |       |       |
|  |                        |                      |                |    |                  |                  |  |  |             |             |  |  |       |       |
|  | México                 | 15                   |                |    |                  |                  |  |  |             |             |  |  |       |       |
|  | México                 | 15                   |                |    |                  |                  |  |  |             |             |  |  |       |       |
|  | Guyana                 | 0                    |                |    |                  |                  |  |  |             |             |  |  |       |       |
|  | Guyana                 | 0                    | México         | 10 |                  |                  |  |  |             |             |  |  |       |       |
|  |                        |                      | México         | 10 |                  |                  |  |  |             |             |  |  |       |       |
|  |                        | República Dominicana | 0              |    |                  |                  |  |  |             |             |  |  |       |       |
|  | Haití                  | República Dominicana | 0              | 0  |                  |                  |  |  |             |             |  |  |       |       |
|  | Haití                  |                      |                | 0  |                  |                  |  |  |             |             |  |  |       |       |
|  | República Dominicana   | 2                    |                |    |                  |                  |  |  |             |             |  |  |       |       |
|  | República Dominicana   | 2                    | México         | 5  |                  |                  |  |  |             |             |  |  |       |       |
|  |                        |                      | México         | 5  |                  |                  |  |  |             |             |  |  |       |       |
|  |                        | Puerto Rico          | 0              |    |                  |                  |  |  |             |             |  |  |       |       |
|  | Panamá                 | Puerto Rico          | 0              | 0  |                  |                  |  |  |             |             |  |  |       |       |
|  | Panamá                 |                      |                | 0  |                  |                  |  |  |             |             |  |  |       |       |
|  | Puerto Rico            | 2                    |                |    |                  |                  |  |  |             |             |  |  |       |       |
|  | Puerto Rico            | 2                    | Puerto Rico    | 2  |                  |                  |  |  |             |             |  |  |       |       |
|  |                        |                      | Puerto Rico    | 2  |                  |                  |  |  |             |             |  |  |       |       |
|  |                        | El Salvador          | 0              |    |                  |                  |  |  |             |             |  |  |       |       |
|  | El Salvador            | El Salvador          | 0              | 10 |                  |                  |  |  |             |             |  |  |       |       |
|  | El Salvador            |                      |                | 10 |                  |                  |  |  |             |             |  |  |       |       |
|  | San Cristóbal y Nieves | 0                    |                |    |                  |                  |  |  |             |             |  |  |       |       |
|  | San Cristóbal y Nieves | 0                    | México         | 1  |                  |                  |  |  |             |             |  |  |       |       |
|  |                        |                      | México         | 1  |                  |                  |  |  |             |             |  |  |       |       |
|  |                        | Estados Unidos       | 2              |    |                  |                  |  |  |             |             |  |  |       |       |
|  | Estados Unidos         | Estados Unidos       | 2              | 11 |                  |                  |  |  |             |             |  |  |       |       |
|  | Estados Unidos         |                      |                | 11 |                  |                  |  |  |             |             |  |  |       |       |
|  | Curazao                | 0                    |                |    |                  |                  |  |  |             |             |  |  |       |       |
|  | Curazao                | 0                    | Estados Unidos | 4  |                  |                  |  |  |             |             |  |  |       |       |
|  |                        |                      | Estados Unidos | 4  |                  |                  |  |  |             |             |  |  |       |       |
|  |                        | Jamaica              | 0              |    |                  |                  |  |  |             |             |  |  |       |       |
|  | Jamaica                | Jamaica              | 0              | 4  |                  |                  |  |  |             |             |  |  |       |       |
|  | Jamaica                |                      |                | 4  |                  |                  |  |  |             |             |  |  |       |       |
|  | Cuba                   | 0                    |                |    |                  |                  |  |  |             |             |  |  |       |       |
|  | Cuba                   | 0                    | Estados Unidos | 3  |                  |                  |  |  |             |             |  |  |       |       |
|  |                        |                      | Estados Unidos | 3  |                  |                  |  |  |             |             |  |  |       |       |
|  |                        | Canadá               | 0              |    | Tercer lugar     | Tercer lugar     |  |  |             |             |  |  |       |       |
|  | Costa Rica             | Canadá               | 0              | 1  | Tercer lugar     | Tercer lugar     |  |  |             |             |  |  |       |       |
|  | Costa Rica             |                      |                | 1  |                  |                  |  |  |             |             |  |  |       |       |
|  | Nicaragua              | 0                    |                |    |                  |                  |  |  |             |             |  |  |       |       |
|  | Nicaragua              | 0                    | Costa Rica     | 0  | Puerto Rico      | 0                |  |  |             |             |  |  |       |       |
|  |                        |                      | Costa Rica     | 0  | Puerto Rico      | 0                |  |  |             |             |  |  |       |       |
|  |                        | Canadá               | 3              |    | Canadá           | 3                |  |  |             |             |  |  |       |       |
|  | Canadá                 | Canadá               | 3              | 4  | Canadá           | 3                |  |  |             |             |  |  |       |       |
|  | Canadá                 |                      |                | 4  |                  |                  |  |  |             |             |  |  |       |       |
|  | Honduras               | 1                    |                |    |                  |                  |  |  |             |             |  |  |       |       |
|  | Honduras               | 1                    |                |    |                  |                  |  |  |             |             |  |  |       |       |

### Octavos de final
| 30 de abril de 2022 | México | 15:0 (6:0) | Guyana | Estadio Olímpico Félix Sánchez, Santo Domingo |                         |
| 16:00 (AST)         | - Vargas 2', 49', 54' - Fong 5' - Sirdah 27', 33', 44' - Martinez 34' - T. Flores 47', 56', 60' - Guijarro 59' - Blake 74' (a.g.) - M. Flores 82' - Ramírez 90' | Reporte    |        | Árbitra: Annays Rosario                       | Árbitra: Annays Rosario |

| 30 de abril de 2022 | Estados Unidos                                                                                                  | 11:0 (6:0) | Curazao | Estadio Panamericano, San Cristóbal |                          |
| 16:00 (AST)         | - Gamero 1', 41', 73' - Kiorpes 7', 55' (pen.), 84' - Rebimbas 11' - Martinho 29' - Bhuta 39', 67' - Oliaro 58' | Reporte    |         | Árbitra: Suleimy Linares            | Árbitra: Suleimy Linares |

| 30 de abril de 2022 | Panamá | 0:2 (0:0) | Puerto Rico                      | Estadio Olímpico Félix Sánchez, Santo Domingo |                        |
| 19:00 (AST)         |        | Reporte   | - Krakower 60' (pen.) - Baez 86' | Árbitra: Lizzet García                        | Árbitra: Lizzet García |

| 30 de abril de 2022 | Costa Rica       | 1:0 (1:0) | Nicaragua | Estadio Panamericano, San Cristóbal |                          |
| 19:00 (AST)         | T. Fonseca 45+3' | Reporte   |           | Árbitra: Danielle Chesky            | Árbitra: Danielle Chesky |

| 1 de mayo de 2022 | Canadá                                     | 4:1 (1:1) | Honduras      | Estadio Olímpico Félix Sánchez, Santo Domingo |                         |
| 16:00 (AST)       | - Maalouf 34' (pen.), 49', 82' - Allen 88' | Reporte   | Henríquez 28' | Árbitra: Alyssa Nichols                       | Árbitra: Alyssa Nichols |

| 1 de mayo de 2022 | El Salvador                                                                                                   | 10:0 (5:0) | San Cristóbal y Nieves | Estadio Panamericano, San Cristóbal |                          |
| 16:00 (AST)       | - Ayala 1', 4' - Arevalo 42' - Ramirez 44' - Sánchez 45+1' - Sotelo 50' - Villa 77', 82' - Velásquez 83', 87' | Reporte    |                        | Árbitra: Itzel Hernández            | Árbitra: Itzel Hernández |

| 1 de mayo de 2022 | Jamaica                                       | 4:0 (1:0) | Cuba | Estadio Olímpico Félix Sánchez, Santo Domingo |                          |
| 19:00 (AST)       | - Atkinson 2', 59' - Buckley 53' - Wilson 73' | Reporte   |      | Árbitra: Miranda Cibeles                      | Árbitra: Miranda Cibeles |

| 1 de mayo de 2022 | Haití | 0:2 (0:2) | República Dominicana         | Estadio Panamericano, San Cristóbal |                      |
| 19:00 (AST)       |       | Reporte   | - Torreira 39' - Jiménez 42' | Árbitra: Merlin Soto                | Árbitra: Merlin Soto |

### Cuartos de final
| 4 de mayo de 2022 | México | 10:0 (7:0) | República Dominicana | Estadio Olímpico Félix Sánchez, Santo Domingo |                           |
| 16:00 (AST)       | - T. Flores 16', 33', 41' - Soto 19', 22', 38' - M. Flores 37' - Colin 49' (pen.) - Ramírez 70' - Sirdah 80' | Reporte    |                      | Árbitra: Saphire Stockman                     | Árbitra: Saphire Stockman |

| 4 de mayo de 2022 | Estados Unidos                                            | 4:0 (3:0) | Jamaica | Estadio Panamericano, San Cristóbal |                             |
| 16:00 (AST)       | - Villarreal 3' - Kohler 32' - Jackson 42' - Rebimbas 56' | Reporte   |         | Árbitra: Smeedly Saint-Jean         | Árbitra: Smeedly Saint-Jean |

| 4 de mayo de 2022 | Puerto Rico                     | 2:0 (1:0) | El Salvador | Estadio Olímpico Félix Sánchez, Santo Domingo |                           |
| 19:00 (AST)       | - Nieves-Melchor 37' - Sims 64' | Reporte   |             | Árbitra: Mayary Cartagena                     | Árbitra: Mayary Cartagena |

| 4 de mayo de 2022 | Costa Rica | 0:3 (0:0) | Canadá                          | Estadio Panamericano, San Cristóbal |                         |
| 19:00 (AST)       |            | Reporte   | - Maalouf 53', 70' - Watson 66' | Árbitra: Karitza Guerra             | Árbitra: Karitza Guerra |

### Semifinales
| 6 de mayo de 2022 | México                                                  | 5:0 (4:0) | Puerto Rico | Estadio Olímpico Félix Sánchez, Santo Domingo |                          |
| 16:00 (AST)       | - Vargas 5', 29' - Soto 8' - Sirdah 24' - T. Flores 84' | Reporte   |             | Árbitra: Myriam Marcotte                      | Árbitra: Myriam Marcotte |

| 6 de mayo de 2022 | Estados Unidos                   | 3:0 (1:0) | Canadá | Estadio Olímpico Félix Sánchez, Santo Domingo |                         |
| 19:00 (AST)       | - Rebimbas 18', 58' - Gamero 78' | Reporte   |        | Árbitra: Sandra Benítez                       | Árbitra: Sandra Benítez |

### Tercer puesto
| 8 de mayo de 2022 | Puerto Rico | 0:3 (0:0) | Canadá                                | Estadio Olímpico Félix Sánchez, Santo Domingo |                          |
| 14:00 (AST)       |             | Reporte   | - Hauer 51' - Allen 53' - Maalouf 86' | Árbitra: Amairany García                      | Árbitra: Amairany García |

### Final
| 8 de mayo de 2022 | México          | 1:2 (0:1) | Estados Unidos                | Estadio Olímpico Félix Sánchez, Santo Domingo |                         |
| 17:00 (AST)       | - M. Flores 66' | Reporte   | - Martinho 20' - Rebimbas 77' | Árbitra: Annays Rosario                       | Árbitra: Annays Rosario |

|                                   |
| Bandera de Estados Unidos         |
| Campeón Estados Unidos 5.º título |

## Estadísticas

### Tabla general
| Equipo | Equipo               | Pts. | PJ | PG | PE | PP | GF | GC | Dif. |
| ------ | -------------------- | ---- | -- | -- | -- | -- | -- | -- | ---- |
| 1      | Estados Unidos       | 21   | 7  | 7  | 0  | 0  | 58 | 1  | +57  |
| 2      | México               | 18   | 7  | 6  | 0  | 1  | 58 | 2  | +56  |
| 3      | Canadá               | 16   | 7  | 5  | 1  | 1  | 26 | 5  | +21  |
| 4      | Puerto Rico          | 9    | 7  | 3  | 0  | 4  | 9  | 25 | -16  |
| 5      | El Salvador          | 12   | 5  | 4  | 0  | 1  | 21 | 2  | +19  |
| 6      | Jamaica              | 10   | 5  | 3  | 1  | 1  | 15 | 6  | +9   |
| 7      | Costa Rica           | 9    | 5  | 3  | 0  | 2  | 14 | 10 | +4   |
| 8      | República Dominicana | 6    | 5  | 2  | 0  | 3  | 8  | 25 | -17  |
| 9      | Haití                | 6    | 4  | 2  | 0  | 2  | 5  | 5  | 0    |
| 10     | Panamá               | 6    | 4  | 2  | 0  | 2  | 7  | 10 | -3   |
| 11     | Cuba                 | 3    | 4  | 1  | 0  | 3  | 2  | 9  | -7   |
| 12     | Nicaragua            | 3    | 4  | 1  | 0  | 3  | 4  | 13 | -9   |
| 13     | Guatemala            | 0    | 3  | 0  | 0  | 3  | 1  | 11 | -10  |
| 14     | Bermudas             | 0    | 3  | 0  | 0  | 3  | 0  | 17 | -17  |
| 15     | Trinidad y Tobago    | 0    | 3  | 0  | 0  | 3  | 1  | 19 | -18  |
| 16     | Granada              | 0    | 3  | 0  | 0  | 3  | 1  | 33 | -32  |

### Goleadoras
| Jugadora          | Selección      | Goles |
| ----------------- | -------------- | ----- |
| Rosa Maalouf      | Canadá         | 12    |
| Valerie Vargas    | México         | 10    |
| Tatiana Flores    | México         | 9     |
| Maribel Flores    | México         | 8     |
| Amalia Villarreal | Estados Unidos | 8     |
| Layla Sirdah      | México         | 8     |
| Melina Rebimbas   | Estados Unidos | 8     |
| Alice Soto        | México         | 6     |
| Claire Hutton     | Estados Unidos | 6     |
| Charlotte Kohler  | Estados Unidos | 6     |
| Natoya Atkinson   | Jamaica        | 5     |

## Clasificados aIndia 2022
| Bandera de México | Bandera de Estados Unidos | Bandera de Canadá |
| México            | Estados Unidos            | Canadá            |

## Premios
| Premio        |  | Jugadora          | Selección      |
| ------------- |  | ----------------- | -------------- |
| Balón de Oro  |  | Riley Jackson     | Estados Unidos |
| Bota de Oro   |  | Rosa Maalouf      | Canadá         |
| Guante de Oro |  | Victoria Safradin | Estados Unidos |

| Premio                                |  | Selección |
| ------------------------------------- |  | --------- |
| Premio al Juego Limpio de la CONCACAF |  | México    |